# Шан на Марни
Шан на Марни (фр. Champs-sur-Marne) је насељено место у Француској у Париском региону, у департману Сена и Марна.
По подацима из 2011. године у општини је живело 24.499 становника, а густина насељености је износила 3333,2 становника/km².

## Демографија
| 1962. | 1968. | 1975. | 1982.  | 1990.  | 2011.  |
| ----- | ----- | ----- | ------ | ------ | ------ |
| 3.793 | 4.446 | 5.095 | 16.739 | 21.611 | 24.499 |